# Calle Serranos (Valencia)
La calle Serranos es una vía de la ciudad de Valencia situada entre la Plaza de Manises y la Plaza de los Fueros. De trazado rectilíneo, ocupa una longitud de 167,64 m. Separa los barrios del centro histórico La Seu y el Carmen.

## Historia
Tuvo nombres como Major de Sent Berthomeu, Mayor de San Bartolomé, por corresponder a esa jurisdicción parroquial o Portal dels Serrans, Puerta de los serranos, inmediata a esta puerta de la muralla medieval.
El nombre actual procede de la entrada del rey Jaime I a la ciudad de Valencia, en 1238, con el repartiment de las tierras a los nuevos pobladores, estos procedían de poblaciones de Teruel, llamados serranos por su diferencia con los del llano de Valencia. Fue una entrada triunfal del Rey y sus caballeros, que atravesaban la Torre y continuaban por la calle hasta el centro de la ciudad.
Antes de la construcción de la muralla medieval aparece citada como calle de Alcántara, por su proximidad a la antigua puerta de al-Qantara
Como hoy en día, fue siempre paso principal de la entrada a Valencia, el paso de numerosos transeúntes favoreció el desarrollo del pequeño comercio, en los bajos de las edificaciones hubo multitud de tiendas de todo tipo, en general de consumo ocasional.
El tipo de edificio que pervive es en su mayoría del siglo XIX. Como ejemplo del siglo XVIII podemos ver la casa familiar del Padre Tomás Vicente Tosca, en el número 17 de la calle.